# Boeing F-47
Boeing F-47 — перспективний винищувач шостого покоління, що розробляється компанією Boeing для Повітряних сил США (USAF) у межах програми Next Generation Air Dominance (NGAD).
Літак має стати заміною для Lockheed Martin F-22 Raptor та стане першим американським винищувачем шостого покоління.
Експериментальні випробування платформи розпочались ще у 2020 році. Очікується, що літак буде прийнятий на озброєння до кінця десятиліття.
Візуалізація концепту F-47 демонструє схожість з експериментальним Boeing X-36 та концептами F/A-XX.

## Розробка
Програма F-47 є частиною ініціативи USAF Next Generation Air Dominance, яка спрямована на заміну застарілого парку Lockheed Martin F-22 Raptor. Ініціатива передбачає підхід «родини систем», де F-47 стане центральною пілотованою платформою, що підтримуватиметься безпілотними авіаційними бойовими комплексами.
У 2024 році планувалося обрати переможця тендеру на розробку NGAD, проте міністр Повітряних сил США Френк Кендалл III призупинив програму через зростання її вартості, що призвело до внутрішнього дослідження життєздатності концепції домінування в повітрі в умовах швидких змін у сфері авіації та ППО.
21 березня 2025 року президент Дональд Трамп оголосив, що контракт на розробку та виробництво F-47 вартістю понад 20 мільярдів доларів буде переданий Boeing. У відповідь на це акції Boeing зросли на 7 %, а Lockheed Martin — впали на 5,7 %.
Згідно з інформацією, наданою Агентством передових оборонних дослідницьких проєктів США (DARPA), компанії Boeing та Lockheed Martin з 2019 року проводили льотні випробування демонстраторів літаків нового покоління в рамках програми NGAD. Ці демонстратори, відомі як X-Plane, є експериментальними платформами, що використовуються для мінімізації ризиків при розробці перспективних авіаційних технологій. Накопичені сотні льотних годин свідчать про значний прогрес у цьому напрямку.

## Дизайн
Подробиці конструкції F-47 залишаються засекреченими. За словами генерала Девіда Алвіна, F-47 матиме «значно більшу дальність польоту, покращену стелс-технологію, вищу надійність та доступність у порівнянні з винищувачами п'ятого покоління» — F-22 та Lockheed Martin F-35 Lightning II.
Очікується, що літак інтегруватиме передові технології стелс, сенсорного злиття та можливість координації з ройовими дронами, що забезпечить перевагу в повітряному бою.

## Оператори
- США: Повітряні сили США — очікуваний основний оператор після завершення розробки та введення в експлуатацію Boeing F-47.

| Країна | Кількість (план) | Модифікації  | Очікувані роки постачання | Примітки                              |
| ------ | ---------------- | ------------ | ------------------------- | ------------------------------------- |
| США    | 200–250          | F-47A, F-47B | з 2030 року               | Основний оператор, заміна F-22 Raptor |